# Opiekunka: Przygoda w raju
Opiekunka: Przygoda w raju (ang. Au Pair 3: Adventure in Paradise) – amerykańska komedia romantyczna z 2009 roku w reżyserii Marka Griffithsa. Trzecia część filmów z serii Opiekunka. Zdjęcia kręcono w Portoryko.

## Opis fabuły
Osiem lat po wydarzeniach z drugiej części Opiekunki, rodzina Caldwellów powiększyła się o nowe dziecko; dziewczynkę Sarah. Rodzina, aby odpocząć od problemów, wybiera się na wakacje do Portoryko.  

## Obsada
- Gregory Harrison jako Oliver Caldwell
- Heidi Saban jako Jennifer 'Jenny' Caldwell
- Katie Volding jako Katie 'Kate' Caldwell
- Jake Dinwiddie jako Alexander 'Alex' Caldwell
- Gerrit Graham jako Rupert
- Bradley White jako Walter Hausen
- Brian Tester jako dyrektor uczelni
- Kathleen Mealia jako Ariana
- Ciaran Tyrrell jako Danny Taylor